# Ignace Strasfogel
Ignace Strasfogel   (Varsòvia, 17 de juliol de 1909 - Nova York, 6 de febrer de 1994)fou un director d'orquestra, pianista i compositor polonès d'origen jueu.

## Biografia
El 1912 es va traslladar a Berlín. Va estudiar piano a la "Berlin Hochschule für Musik". El 1926, als 17 anys, va guanyar el premi Mendelssohn Informació relacionada amb l'article de Wikidata "Mendelssohn-Stipendium" atorgat a joves compositors.
Els anys 1929–1933 va ser tutor i director de l'òpera al Teatre Municipal de Düsseldorf, ajudant de direcció a l'Staatsoper de Berlín i director musical al "Teatre de Berlín am Kurfürstendamm".
Després que Hitler arribés al poder, es va veure obligat a deixar Alemanya i el gener de 1934 va emigrar als Estats Units. Es va establir a Nova York. Va ser l'acompanyant de, entre d'altres el violinista Joseph Szigeti, el violoncel·lista Gregor Piatigorsky i el cantant Lauritz Melchior. Va treballar a la Filharmònica de Nova York com a pianista i, durant els anys 1944–1945, com a ajudant de direcció. Al mateix temps, va dirigir concerts a l'Estadi Lewinsohn. Informació relacionada amb l'article "Estadi Lewisohn" a Wikidata.
En els anys 1951–1974 va ser director d'orquestra resident al Metropolitan Opera, on va dirigir més de 20 representacions d'un ampli repertori d'òpera; l'estiu de 1957 va fer una gira pels Estats Units amb el conjunt d'aquesta òpera. Va ser director convidat de lOrchestre de la Suisse Romande, de la Staatsoper Berlin i de la Chicago Symphony, també va ser director convidat, entre d'altres, a Washington, Filadèlfia, Nova Orleans i Toronto. Ha organitzat regularment actuacions a l'òpera d'estiu de Cincinnati i altres festivals de música. També va ser director d'espectacles musicals a Broadway.
El 1983, després d’un parèntesi de 35 anys, va tornar a la composició.